# Envoy (marka samochodów)

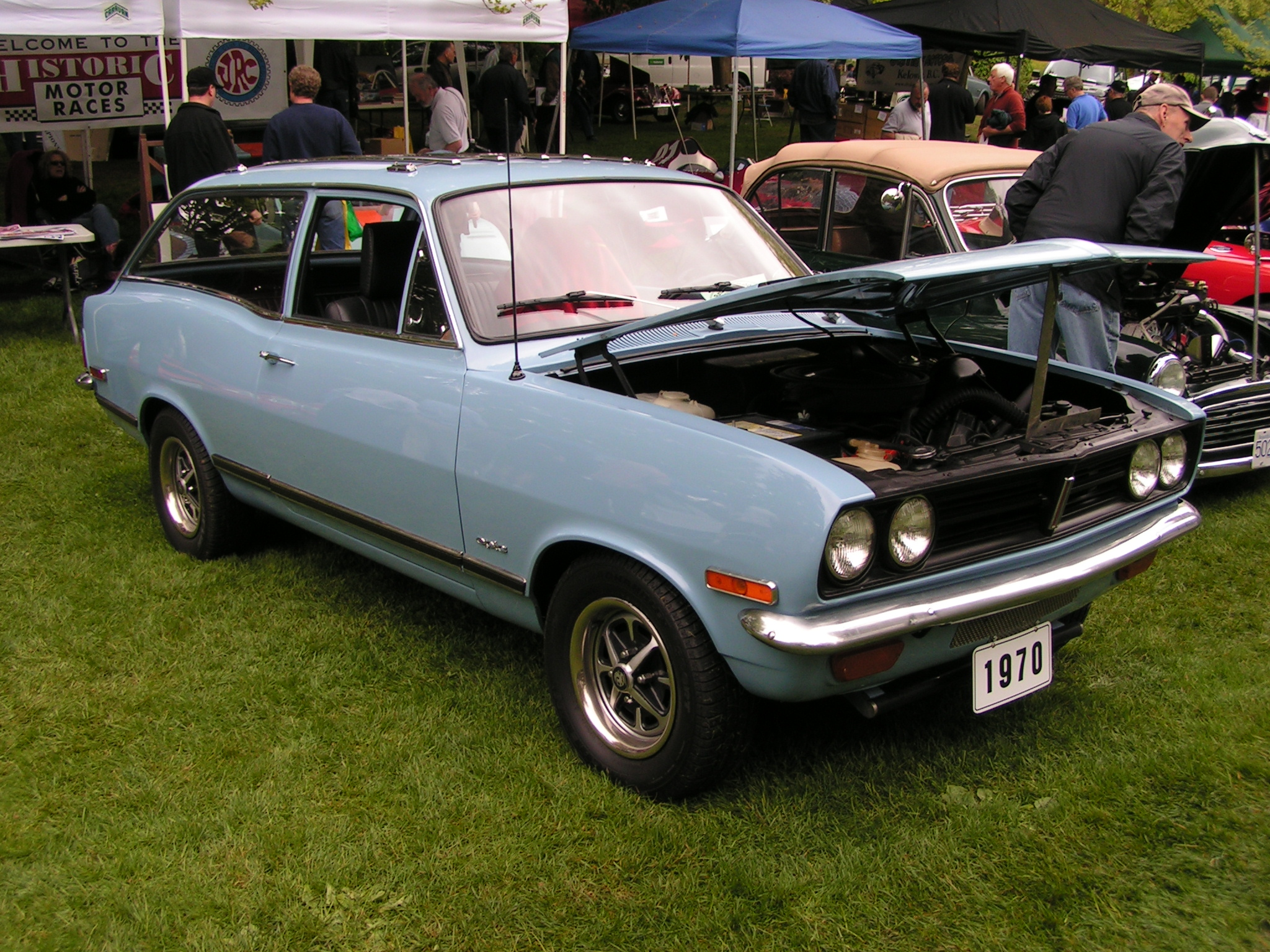
Envoy Epic

Envoy – dawny kanadyjski producent samochodów osobowych, z siedzibą w Oshawie, działający w latach 1959–1970. Należał do amerykańskiego koncernu General Motors. 

## Historia
Na przełomie lat 50. i 60. kanadyjski oddział General Motors utworzył markę Envoy, mając na celu sprzedawanie na lokalnym rynku samochodów importowanych z Wielkiej Brytanii. Ofertę zasiliły modele opracowane na bazie modeli Vauxhalla, a także duży pojazd dostawczy konstrukcji bratniego Bedforda.
Samochody pod marką Envoy oferowano w Kanadzie przez 11 lat, do 1970 roku. Ostatnim modelem, jaki wprowadzono do portfolio, był niewielki pojazd Envoy Epic będący eksportową odmianą Vauxhalla Viva. Po 1970 roku Envoy został trwale zlikwidowany i zniknął z rynku.

## Modele samochodów

### Historyczne
- Sherwood (1959–1967)
- CA (1959–1969)
- Standard (1959–1970)
- Custom (1959–1970)
- Special (1959–1970)
- Epic (1964–1970)